# Кальтяево
Кальтяево (баш. Ҡәлтәү) — село в Татышлинском районе Республики Башкортостан Российской Федерации. Административный центр Кальтяевского сельсовета.

## География

### Географическое положение
Расстояние до:
- районного центра (Верхние Татышлы): 5 км,
- ближайшей ж/д станции (Куеда): 31 км.

## Население
| 2002 | 2009 | 2010 |
| ---- | ---- | ---- |
| 589  | ↘529 | ↗573 |

Национальный состав
Согласно переписи 2002 года, преобладающая национальность — башкиры (86 %).

## Религия
В селе есть мечеть.